# The Painted Lady (film fra 1924)
The Painted Lady er en amerikansk stumfilm fra 1924 instrueret af Chester Bennett.

## Medvirkende
- George O'Brien som Luther Smith
- Dorothy Mackaill som Violet
- Harry T. Morey som Sutton
- Lucille Hutton som Pearl Thompson
- Lucille Ricksen som Alice Smith
- Margaret McWade som Mrs. Smith
- John Miljan som Carter